# John William Sutton Pringle
John William Sutton Pringle (* 22. Juli 1912 in Manchester; † 2. November 1982 in Oxford) war ein britischer Zoologe. Er beschäftigte sich mit der Physiologie der Insekten, hauptsächlich mit den Propriozeptoren, der Flugmuskulatur der Insekten und dem Gesang der Zikaden.

## Leben und Wirken
Pringle studierte zunächst am King’s College in Cambridge. Er erhielt dort den für Cambridge spezifischen Grad Natural Sciences Tripos. Er war 1937/38 in Cambridge Demonstrator in Zoologie und von 1938 bis 1944 Fellow am King’s College. Nach dem Kriegsdienst als Radaraufklärer kam er zurück nach Cambridge und wirkte als Lecturer für Zoologie und Fellow am Peterhouse. 1959 war er Reader für experimentelle Cytologie. 1961 wurde er auf den Linacre Chair of Zoology an die Oxford University berufen.
Pringle wurde 1954 zum Fellow of the Royal Society gewählt. 1969 wurde er in die American Academy of Arts and Sciences und 1977 in die Königlich Niederländische Akademie der Wissenschaften aufgenommen.